# 董榮 (三國)
董榮，（？年—？年），為西晉初年益州刺史，《華陽國志》誤記為童策，後蜀漢降臣李密在其所作〈陳情表〉時亦提及此人。

## 生平
董榮是西晉初年任益州刺史，曾推薦蜀漢降臣李密為秀才，但李密以祖母劉氏年邁無人奉養為由拒絕。因此人非常敬重蜀漢名儒譙周，將譙周像掛在州學並令從事李通頌之。後蜀中軍士王富於蜀郡江原縣謀反，隨即被蜀郡江原方略吏李高打敗並將之擒獲，交給董榮處決。